# Euonymus nitidus
Euonymus nitidus là một loài thực vật có hoa trong họ Dây gối. Loài này được Benth. mô tả khoa học đầu tiên năm 1842.